# Paracornicularia bicapillata
Paracornicularia bicapillata là một loài nhện trong họ Linyphiidae.
Loài này thuộc chi Paracornicularia. Paracornicularia bicapillata được miêu tả năm 1931 bởi Crosby & Bishop.